# Storbritanniens Grand Prix 1980
Storbritanniens Grand Prix 1980 var det åttonde av 14 lopp ingående i formel 1-VM 1980. 

## Resultat
1. Alan Jones, Williams-Ford, 9 poäng
2. Nelson Piquet, Brabham-Ford, 6
3. Carlos Reutemann, Williams-Ford, 4
4. Derek Daly, Tyrrell-Ford, 3
5. Jean-Pierre Jarier, Tyrrell-Ford, 2
6. Alain Prost, McLaren-Ford, 1
7. Hector Rebaque, Brabham-Ford
8. John Watson, McLaren-Ford (varv 74, motor)
9. Riccardo Patrese, Arrows-Ford
10. Jody Scheckter, Ferrari
11. Rupert Keegan, RAM (Williams-Ford)
12. Emerson Fittipaldi, Fittipaldi-Ford
13. Jochen Mass, Arrows-Ford

### Förare som bröt loppet
- René Arnoux, Renault (varv 67, för få varv)
- Didier Pironi, Ligier-Ford (63, däck)
- Marc Surer, ATS-Ford (59, motor)
- Mario Andretti, Lotus-Ford (57, växellåda)
- Bruno Giacomelli, Alfa Romeo (42, snurrade av)
- Gilles Villeneuve, Ferrari (35, motor)
- Jacques Laffite, Ligier-Ford (30, däck)
- Patrick Depailler, Alfa Romeo (27, motor)
- Eddie Cheever, Osella-Ford (17, upphängning)
- Elio de Angelis, Lotus-Ford (16, upphängning)
- Jean-Pierre Jabouille, Renault (4, motor)

### Förare som ej kvalificerade sig
- Jan Lammers, Ensign-Ford
- Keke Rosberg, Fittipaldi-Ford
- Desiré Wilson, Brands Hatch Racing (Williams-Ford)